# Razan
Razan (persiska: رزن) är en kommunhuvudort i Iran.   Den ligger i provinsen Hamadan, i den nordvästra delen av landet, 220 km väster om huvudstaden Teheran. Razan ligger 1 844 meter över havet och antalet invånare är 11 390.
Terrängen runt Razan är huvudsakligen platt, men västerut är den kuperad. Runt Razan är det ganska glesbefolkat, med 47 invånare per kvadratkilometer. Razan är det största samhället i trakten. Trakten runt Razan består i huvudsak av gräsmarker.